# Nils Åsblom
Nils Gunnar Åsblom, född 27 november 1924 i Hofors, Gävleborgs län, död 24 april 1992 i Hägersten, Stockholm, var en svensk skådespelare.
Åsblom arbetade vid de flesta av landets teaterscener, även på friluftsteatrar som Skansenteatern, Stockholms Parkteater och Fredriksdalsteatern i Helsingborg. Flera roller i film- och TV-produktioner bl.a. direktör Olsén i Kvartetten som sprängdes 1973.
Skådespelaren Freddy Åsblom är barnbarn till Nils Åsblom.

## Filmografi
- 1943 – Ungt blod
- 1946 – Ungdom i fara
- 1949 – Jungfrun på Jungfrusund
- 1964 – Henrik IV
- 1971 – Lavforsen – by i Norrland (TV-serie)
- 1973 – Kvartetten som sprängdes (TV-serie)
- 1976 – Mina drömmars stad
- 1977 – Bussen
- 1978 – Bevisbördan (TV-serie)
- 1986 – Studierektorns sista strid (TV-serie)
- 1990 – Fiendens fiende (TV-serie)

## Teater

### Roller
| År   | Roll                                              | Produktion                                                                              | Regi                                                   | Teater                   |
| ---- | ------------------------------------------------- | --------------------------------------------------------------------------------------- | ------------------------------------------------------ | ------------------------ |
| 1954 | Medverkande                                       | Hösten är vår, revy Lennart Anderzon och Tjadden Hällström                              | Tjadden Hällström                                      | Boulevardteatern         |
| 1955 | Medverkande                                       | Oförskämt, revy Rune Moberg                                                             | Kåge Sigurth                                           | Boulevardteatern         |
| 1955 | Medverkande                                       | Alltid retar det nån, revy Lennart Anderzon och Tjadden Hällström                       |                                                        | Boulevardteatern         |
| 1956 | Medverkande                                       | Kom och sitt i knä't, revy Rune Moberg                                                  | Tjadden Hällström                                      | Boulevardteatern         |
| 1956 | Pettersson                                        | Tolvan Alf Henrikson                                                                    | Karl-Erik Flens                                        | Boulevardteatern         |
| 1956 | Medverkande                                       | En sån cigarr, revy Rune Moberg                                                         | Per Edström                                            | Boulevardteatern         |
| 1960 | Botten                                            | En midsommarnattsdröm (A Midsummer Night's Dream) William Shakespeare                   | Sandro Malmquist                                       | Riksteatern              |
| 1961 |                                                   | Fridas visor Birger Sjöberg                                                             | Per Sjöstrand                                          | Skansens friluftsteater  |
| 1962 |                                                   | Den tappre soldaten Svejk (Osudy dobrého vojáka Švejka za světové války) Jaroslav Hašek | Åke Falck                                              | Skansens friluftsteater  |
| 1964 | Gendarmen Soldaten                                | Skärmarna (Les Paravents) Jean Genet                                                    | Per Verner-Carlsson                                    | Stockholms stadsteater   |
| 1964 | Smith, överkonstapel                              | Tolvskillingsoperan (Die Dreigroschenoper) Kurt Weill och Bertolt Brecht                | Hans Dahlin                                            | Stockholms stadsteater   |
| 1965 | Korpral Sease                                     | Buren (The Brig) Kenneth Brown                                                          | Sten Lonnert                                           | Stockholms stadsteater   |
| 1965 | Stienz                                            | Stienz Hans Günter Michelsen                                                            | Sten Lonnert                                           | Stockholms stadsteater   |
| 1965 | Snickare II                                       | Isabella (Isabella, tre caravelle e un cacciaballe) Dario Fo                            | Frank Sundström                                        | Stockholms stadsteater   |
| 1966 | Hotellvärden                                      | Fruar på vift (Le dindon) Georges Feydeau                                               | Etienne Glaser                                         | Stockholms stadsteater   |
| 1966 | Medverkande                                       | Nya Wermländingarne Sandro Key-Åberg                                                    | Christian Lund                                         | Stockholms stadsteater   |
| 1967 | Den lille                                         | På villande hav (Na pełnym morzu) Sławomir Mrożek                                       | Lars Göran Carlson                                     | Helsingborgs stadsteater |
| 1967 |                                                   | Marius Marcel Pagnol                                                                    | Lars Göran Carlson                                     | Helsingborgs stadsteater |
| 1968 | Förste läkaren Andre handelsmannen Schauwa, polis | Den kaukasiska kritcirkeln (Der kaukasische Kreidekreis) Bertolt Brecht                 | Håkan Ersgård                                          | Helsingborgs stadsteater |
| 1968 | Far                                               | Fantastiska familjen Per Sjöstrand                                                      | Per Sjöstrand                                          | Helsingborgs stadsteater |
| 1968 | Farbrodern                                        | Din stund på jorden Vilhelm Moberg                                                      | Per Sjöstrand                                          | Helsingborgs stadsteater |
| 1968 |                                                   | Kung Ubu (Ubu-roi) Alfred Jarry                                                         | Lars Göran Carlson                                     | Helsingborgs stadsteater |
| 1968 |                                                   | SOS eller Sanningen om säkerheten Tore Zetterholm                                       | Lars Göran Carlson                                     | Helsingborgs stadsteater |
| 1968 | Simjonov-Pistjtjik                                | Körsbärsträdgården (Вишнёвый сад, Visjnjovyj sad) Anton Tjechov                         | Lars-Levi Læstadius                                    | Helsingborgs stadsteater |
| 1969 | Chuck                                             | Alla har en trädgård (Everything in the Garden) Edward Albee                            | Kaj Ahnhem                                             | Helsingborgs stadsteater |
| 1969 | Läkaren Förste serenadsångare                     | Friaren från landet eller Monsieur de Pourceaugnac (Monsieur de Pourceaugnac) Molière   | Lars-Levi Læstadius                                    | Helsingborgs stadsteater |
| 1969 |                                                   | Sandlådan Kent Andersson och Bengt Bratt                                                | Lars-Levi Læstadius                                    | Helsingborgs stadsteater |
| 1969 |                                                   | Å, vilken härlig fred! Hans Alfredson och Tage Danielsson                               | Kaj Ahnhem                                             | Helsingborgs stadsteater |
| 1969 | Björner                                           | Hans nåds testamente Hjalmar Bergman                                                    | Runar Schauman Kaj Ahnhem                              | Helsingborgs stadsteater |
| 1970 | Syster Siv                                        | Hemmet Kent Andersson och Bengt Bratt                                                   | Kaj Ahnhem                                             | Helsingborgs stadsteater |
| 1970 |                                                   | Arsenik och gamla spetsar (Arsenic and Old Lace) Joseph Kesselring                      | Martin Söderhjelm                                      | Helsingborgs stadsteater |
| 1970 | Veterinären                                       | Herr Puntila och hans dräng Matti (Herr Puntila und sein Knecht Matti) Bertolt Brecht   | Lars-Levi Læstadius                                    | Helsingborgs stadsteater |
| 1971 | Direktören                                        | Tillståndet Kent Andersson och Bengt Bratt                                              | Stellan Olsson                                         | Helsingborgs stadsteater |
| 1971 | William R. Chumley                                | Min vän Harvey (Harvey) Mary Chase                                                      | Martin Söderhjelm                                      | Helsingborgs stadsteater |
| 1972 |                                                   | Pengar Nils Poppe, Arne Wahlberg och Nils Hansén                                        | Martin Söderhjelm                                      | Fredriksdalsteatern      |
| 1972 | Pettersen                                         | Vildanden Henrik Ibsen                                                                  | Lars-Levi Læstadius                                    | Helsingborgs stadsteater |
| 1972 |                                                   | Skymningsbaren (Twilight Bar) Arthur Koestler                                           | Stellan Olsson                                         | Helsingborgs stadsteater |
| 1973 | Lille Ruster                                      | Gösta Berlings saga Selma Lagerlöf                                                      | Johan Bergenstråhle Marie-Louise De Geer Bergenstråhle | Stockholms stadsteater   |
| 1981 | Akademiledamoten                                  | Stora landsvägen August Strindberg                                                      | Allan Edwall                                           | Riksteatern              |

### Fotnoter
1. ↑  ”Nils Åsblom”. Svensk Filmdatabas. http://sfi.se/sv/svensk-filmdatabas/Item/?type=PERSON&itemid=61568&ref=%2ftemplates%2fSwedishFilmSearchResult.aspx%3fid%3d1225%26epslanguage%3dsv%26searchword%3dNils+Åsblom%26type%3dPerson%26match%3dBegin%26page%3d1%26prom%3dFalse. Läst 14 juli 2012.
2. ↑  ”Kvartetten som sprängdes” (på engelska). Imdb. http://www.imdb.com/title/tt0181236/fullcredits?ref_=tt_ov_st_sm. Läst 18 januari 2016.
3. ↑  ”Nils Åsblom”. IMDb.com. http://www.imdb.com/name/nm0959824/. Läst 14 juli 2012.
4. ↑  ”Hösten är vår”. Tjaddens sidor i rymden. Arkiverad från originalet den 11 mars 2016. https://web.archive.org/web/20160311005558/http://67.23.245.135/~sladdens/specialsidor/tjadden/revy_show/boulevard/hosten_ar_var/hosten_ar_var.html. Läst 10 mars 2016.
5. ↑  ”Teaterannons”. Dagens Nyheter:  s. 25. 30 december 1954. http://arkivet.dn.se/arkivet/tidning/1954-12-30/353/25. Läst 10 mars 2016.
6. ↑  ”Alltid retar det nån”. Tjaddens sidor i rymden. Arkiverad från originalet den 16 mars 2016. https://archive.is/20160316092632/http://67.23.245.135/~sladdens/specialsidor/tjadden/revy_show/boulevard/alltid_retar_de_nan/alltid_retar_de_nan.html. Läst 10 mars 2016.
7. ↑  ”Kom och sitt i knä't”. Tjaddens sidor i rymden. Arkiverad från originalet den 11 mars 2016. https://web.archive.org/web/20160311010341/http://67.23.245.135/~sladdens/specialsidor/tjadden/revy_show/boulevard/kom_och_sitt_i_knat/kom_och_sitt_i_knat.html. Läst 10 mars 2016.
8. ↑  S B-l (2 september 1956). ”'Tolvan' på Boulevard”. Dagens Nyheter:  s. 22. http://arkivet.dn.se/arkivet/tidning/1956-09-02/238/22. Läst 18 mars 2016.
9. ↑  ”Teaterannons”. Dagens Nyheter:  s. 27. 17 november 1956. http://arkivet.dn.se/arkivet/tidning/1956-11-17/313/27. Läst 18 mars 2016.
10. ↑  Ebbe Linde (19 september 1960). ”En midsommarnattsdröm”. Dagens Nyheter:  s. 16. Arkiverad från originalet den 25 september 2017. https://web.archive.org/web/20170925205657/https://cached-images.bonnier.news/swift/kb-archive-dn-web/helbild-dagens-nyheter-mandag-19-september-1960-sida-16_1950.jpeg. Läst 8 december 2021.
11. ↑  ”Frida möter fröken Gisslander”. Dagens Nyheter:  s. 15. 20 maj 1961. http://arkivet.dn.se/arkivet/tidning/1961-05-20/134/15. Läst 19 mars 2016.
12. ↑  ”Skansen-teatern”. Dagens Nyheter:  s. 11. 9 juni 1962. http://arkivet.dn.se/arkivet/tidning/1962-06-09/154/11. Läst 20 mars 2016.
13. ↑  ”Biblioteket 'studioscen' i Hälsingborg”. Dagens Nyheter:  s. 19. 24 augusti 1967. https://arkivet.dn.se/tidning/1967-08-24/228/19. Läst 10 juni 2018.
14. ↑  Barbro Hähnel (12 oktober 1967). ”Hälsingborg: Lagom osentimentalt”. Dagens Nyheter:  s. 22. https://arkivet.dn.se/tidning/1967-10-12/277/22. Läst 10 juni 2018.
15. ↑  Ingvar Holm (19 maj 1968). ”VänsterUbu blev spel om Båstad”. Dagens Nyheter:  s. 14. https://arkivet.dn.se/tidning/1968-05-19/135/14. Läst 7 januari 2022.
16. ↑  ”Nytt om nöjen”. Dagens Nyheter:  s. 18. 18 april 1970. https://arkivet.dn.se/tidning/1970-04-18/104/18. Läst 13 juni 2018.
17. ↑  Leif Zern (19 oktober 1971). ”'Tillståndet' i Helsingborg: Stellan Olssons regi vinner i längden”. Dagens Nyheter:  s. 14. https://arkivet.dn.se/tidning/1971-10-19/284/14. Läst 14 juni 2018.
18. ↑  Hanserik Hjertén (23 juni 1972). ”Glada Poppekonster”. Dagens Nyheter:  s. 8. https://arkivet.dn.se/tidning/1972-06-23/168/8. Läst 14 januari 2022.
19. ↑  Ruth Halldén (11 mars 1972). ”'Vildanden' i Helsingborg: Ambitiös men inte fläckfri”. Dagens Nyheter:  s. 16. https://arkivet.dn.se/tidning/1972-03-11/69/16. Läst 14 juni 2018.
20. ↑  Ruth Halldén (8 maj 1972). ”Praktfulla enskildheter i ojämn Koestler”. Dagens Nyheter:  s. 16. https://arkivet.dn.se/tidning/1972-05-08/124/16. Läst 15 juni 2018.
21. ↑  Bengt Jahnsson (28 februari 1981). ”'Stora landsvägen': Strindbergs försoningsakt som gripande kammarspel”. Dagens Nyheter:  s. 15. https://arkivet.dn.se/tidning/1981-02-28/57/15. Läst 4 februari 2022.